# Familia criminal Genovese
La familia criminal Genovese, (pronunciado /dʒenoˈveːze, -eːse/) también conocida a veces como el Westside, es una familia criminal de la mafia estadounidense y una de las "Cinco Familias" que dominan las actividades del crimen organizado en Nueva York y Nueva Jersey. Por lo general, han mantenido un grado variable de influencia sobre muchas de las familias mafiosas más pequeñas fuera de Nueva York incluidos los vínculos con las familias criminales de Filadelfia, Patriarca y de Búfalo.
La "familia" actual fue fundada por Charles "Lucky" Luciano y fue conocida como la familia criminal Luciano desde 1931 hasta 1957, cuando fue rebautizada en honor al jefe Vito Genovese. Originalmente en control de la línea de costa en el Lado Oeste de Manhattan, así como de los muelles y el Fulton Fish Market en la línea de costa del East River, la familia fue dirigida durante años por "The Oddfather", Vincent "The Chin" Gigante, que fingía estar loco caminando arrastrando los pies y sin afeitar por el Greenwich Village de Nueva York con una bata de baño hecha jirones y murmurando incoherencias para evitar ser procesado.
La familia Genovese es la mayor y más antigua de las "Cinco Familias". Buscando nuevas formas de hacer dinero en el siglo XXI, se aprovechó de la laxa diligencia debida de los bancos durante la burbuja inmobiliaria con una oleada de fraudes hipotecarios. Los fiscales afirman que las víctimas de los usureros obtuvieron préstamos con garantía hipotecaria para saldar deudas con sus banqueros mafiosos. La familia encontró formas de utilizar las nuevas tecnologías para mejorar las apuestas ilegales, con clientes que realizaban apuestas a través de sitios extraterritoriales por Internet.
Aunque el liderazgo de la familia Genovese parecía haber quedado en el limbo tras la muerte de Gigante en 2005, parecen ser la familia más organizada y poderosa de Estados Unidos, y algunas fuentes creen que Liborio "Barney" Bellomo es el actual jefe de la organización. Única en la Mafia actual, la familia se ha beneficiado enormemente de que sus miembros sigan la omertà, un código de conducta que hace hincapié en el secretismo y la no cooperación con las fuerzas del orden y el sistema judicial. Mientras que muchos mafiosos de todo el país han testificado en contra de sus familias del crimen desde la década de 1980, la familia Genovese sólo ha tenido once miembros y asociados que se volvieron testigos del gobierno en toda su historia.

## Historia

### Orígenes

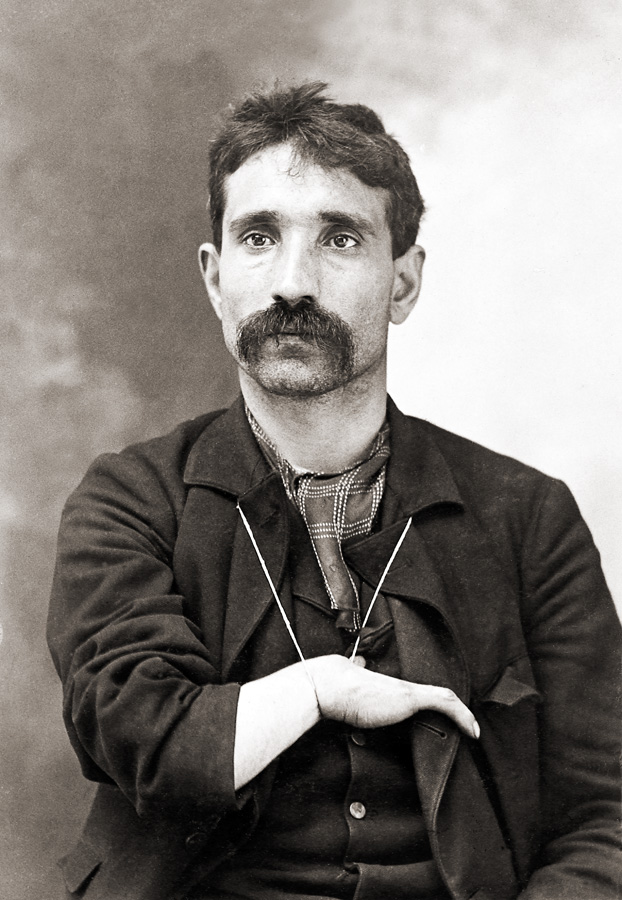
Giuseppe Morello

La familia criminal Genovese se originó a partir de la Banda Morello de Harlem del Este, la primera familia de la mafia en la ciudad de Nueva York. En 1892, Giuseppe Morello llegó a Nueva York procedente del pueblo de Corleone, Sicilia, Italia. Los hermanastros de Morello Nicholas, Vincenzo, Ciro, y el resto de su familia se unieron a él en Nueva York al año siguiente. Los hermanos Morello formaron la 107th Street Mob y empezaron a dominar el barrio italiano de Harlem del Este, partes de Manhattan y el Bronx.
Uno de los aliados más fuertes de Giuseppe Morello era Ignazio "el Lobo" Lupo, un mafioso que controlaba Little Italy. En 1903, Lupo se casó con la hermanastra de Morello, uniendo ambas organizaciones. La alianza Morello-Lupo siguió prosperando en 1903, cuando el grupo inició una importante red de falsificación con el poderoso mafioso siciliano Vito Cascio Ferro, que imprimía billetes de 5 dólares en Sicilia y los introducía de contrabando en Estados Unidos.
El detective de la policía de Nueva York Joseph Petrosino, asesinado más tarde mientras se encontraba en Sicilia buscando pruebas que permitieran la deportación de Morello y otros mafiosos, comenzó a investigar la operación de falsificación de la familia Morello, los asesinatos en barriles y las cartas de extorsión de la Mano Negra. El 15 de noviembre de 1909, Morello, Lupo y otros fueron arrestados por cargos de falsificación. En febrero de 1910, Morello y Lupo fueron condenados a veinticinco y treinta años de prisión, respectivamente.
En 1910, los hermanos Lomonte, primos de Morello, dirigieron Harlem del Este hasta 1915. Fortunato Lomonte fue asesinado a tiros en 1914 en la calle 108 Este. Tomasso Lomonte y su prima Rose Lomonte murieron tiroteados en 1915 en la calle 116 Este.

### Guerra Mafia-Camorra
A medida que la familia Morello aumentaba su poder e influencia, surgieron sangrientos conflictos territoriales con otras bandas italianas de Nueva York. Los Morello tenían una alianza con Giosue Gallucci, un prominente hombre de negocios de Harlem del Este y Camorrista con conexiones políticas locales. El 17 de mayo de 1915, Gallucci fue asesinado en una lucha de poder entre los Morello y la Organización de la Camorra napolitana, formada por dos bandas de Brooklyn dirigidas por Pellegrino Morano y Alessandro Vollero. La lucha por las operaciones de Gallucci se conoció como la Guerra entre la Mafia y la Camorra.
Tras meses de lucha, Morano ofreció una tregua. Se organizó una reunión en un café de la calle Navy propiedad de Vollero. El 7 de septiembre de 1916, Nicholas Morello y su guardaespaldas Charles Ubriaco fueron emboscados y asesinados a su llegada por cinco miembros de la banda de la Camorra. En 1917, Morano fue acusado del asesinato de Morello después de que el Camorrista Ralph Daniello le implicara en el asesinato. En 1918, las fuerzas del orden habían enviado a prisión a muchos miembros de la Camorra, diezmando a la Camorra en Nueva York y poniendo fin a la guerra. Muchos de los miembros restantes de la Camorra se unieron a la familia Morello.
Los Morello se enfrentaban ahora a rivales más fuertes que la Camorra. Con la aprobación de la Prohibición en 1920, la familia se reagrupó y creó una lucrativa operación de contrabando de licores en Manhattan. En 1920, Morello y Lupo salieron de prisión y el jefe criminal de la mafia de Brooklyn Salvatore D'Aquila fue liberado. Salvatore D'Aquila ordenó sus asesinatos. Fue entonces cuando Giuseppe "Joe" Masseria y Rocco Valenti, antiguo miembro de la Camorra de Brooklyn, comenzaron a luchar por el control de la familia Morello.
El 29 de diciembre de 1920, los hombres de Masseria asesinaron a Salvatore Mauro, aliado de Valenti. Luego, el 8 de mayo de 1922, la banda de Valenti asesinó a Vincenzo Terranova. La banda de Masseria se vengó matando al miembro de Morello Silva Tagliagamba. El 11 de agosto de 1922, los hombres de Masseria asesinaron a Valenti, poniendo fin al conflicto, ya que Masseria se hizo con el control de la familia Morello.

### La era de los Castellammarenses

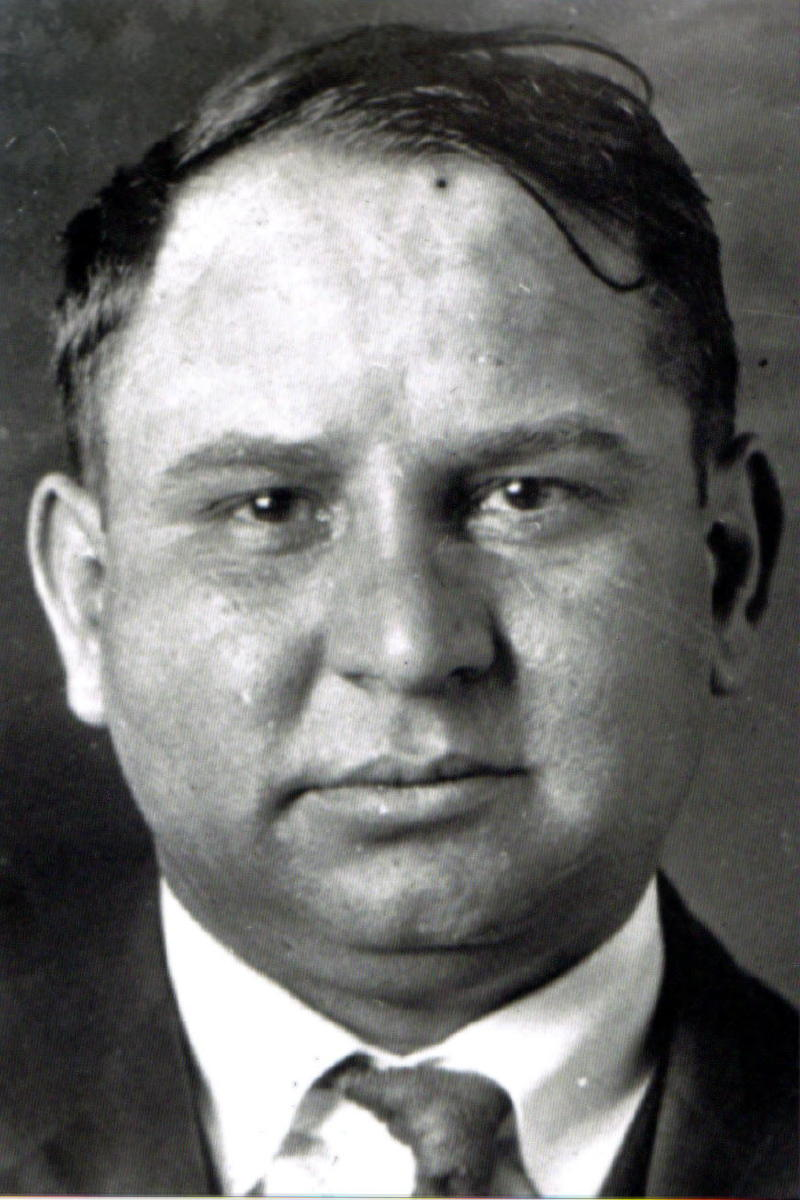
Joe Masseria

A mediados de la década de 1920, Masseria continuó expandiendo sus actividades de contrabando, extorsión, usura y juego ilegal en todo Nueva York. Para operar y proteger estos garitos reclutó a muchos mafiosos jóvenes y ambiciosos, incluidos los futuros pesos pesados Charles "Lucky" Luciano, Frank Costello, Joseph "Joey A" Adonis, Vito Genovese y Albert Anastasia. Luciano pronto se convirtió en uno de los principales ayudantes en la organización de Masseria.
A finales de la década de 1920, el principal rival de Masseria era el jefe Salvatore Maranzano, que había llegado de Sicilia para dirigir el clan Castellammarense. Su rivalidad acabó desembocando en la sangrienta Guerra de los Castellammarenses. Cuando la guerra se volvió contra Masseria, Luciano, viendo la oportunidad de cambiar de bando, decidió eliminarlo en 1931. En un trato secreto con Maranzano, Luciano aceptó tramar la muerte de Masseria a cambio de hacerse cargo de sus operaciones y convertirse en el segundo de Maranzano.
Adonis se había unido a la facción de Masseria, y cuando Masseria se enteró de la traición de Luciano, se acercó a Adonis para matar a Luciano. Sin embargo, Adonis advirtió a Luciano sobre el plan de asesinato.
El 15 de abril de 1931, Masseria fue asesinado en Nuova Villa Tammaro, un restaurante en Coney Island, mientras jugaba a las cartas con Luciano, quien supuestamente se excusó para ir al baño cuando cuatro pistoleros (Anastasia, Genovese, Adonis y Benjamin "Bugsy" Siegel) mataron a tiros a Masseria para luego escapar en un coche conducido por Ciro "El Rey de la Alcachofa" Terranova. Se informó de que Terranova estaba demasiado nervioso para conducir, por lo que Siegel ocupó el asiento del conductor y condujo el coche fuera de la escena del crimen.
Con la bendición de Maranzano, Luciano se convirtió en su lugarteniente y se hizo cargo de la banda de Masseria, poniendo fin a la Guerra de los Castellammarenses. Entre el 1 y el 3 de agosto de 1931, Maranzano convocó una reunión en la que los jefes criminales se reunieron en Nuova Villa Tammaro, en Coney Island, para celebrar con un banquete bacanal la muerte de Masseria justo en el lugar donde fue asesinado, y otra en Washington Avenue, en un salón del Bronx. Maranzano convocó otra reunión de jefes criminales en Wappingers Falls, Nueva York, donde se autoproclamó capo di tutti capi ("jefe de todos los jefes"). Bajo el mandato de Maranzano, las bandas italoestadounidenses de Nueva York se reorganizaron en las Cinco Familias encabezadas por Luciano, Joe Profaci, Tommy Gagliano, Vincent Mangano y él mismo. Maranzano también redujo las operaciones de las familias rivales en favor de las suyas. Luciano parecía aceptar estos cambios, pero sólo estaba esperando su momento antes de destituir a Maranzano. Aunque Maranzano era un poco más previsor que Masseria, Luciano había llegado a creer que era aún más avaricioso, sediento de poder y cohibido de lo que había sido Masseria.
En septiembre de 1931, Maranzano se dio cuenta de que Luciano era una amenaza y contrató a Vincent "Mad Dog" Coll, un gánster irlandés, para que lo matara. Sin embargo, Tommy Lucchese alertó a Luciano de que estaba marcado para morir. El 10 de septiembre, Maranzano ordenó a Luciano, Genovese y Costello que acudieran a su oficina en el 230 de Park Avenue en Manhattan. Convencido de que Maranzano planeaba asesinarlos, Luciano decidió tomar medidas preventivas. Envió a la oficina de Maranzano a cuatro gánsteres judíos, asegurados con la ayuda de Siegel y Meyer Lansky, cuyos rostros eran desconocidos para la gente de Maranzano. Disfrazados de agentes del gobierno, dos de los gánsteres desarmaron a los guardaespaldas de Maranzano. Los otros dos, ayudados por Lucchese, apuñalaron a Maranzano varias veces antes de dispararle.

### Luciano y la Comisión

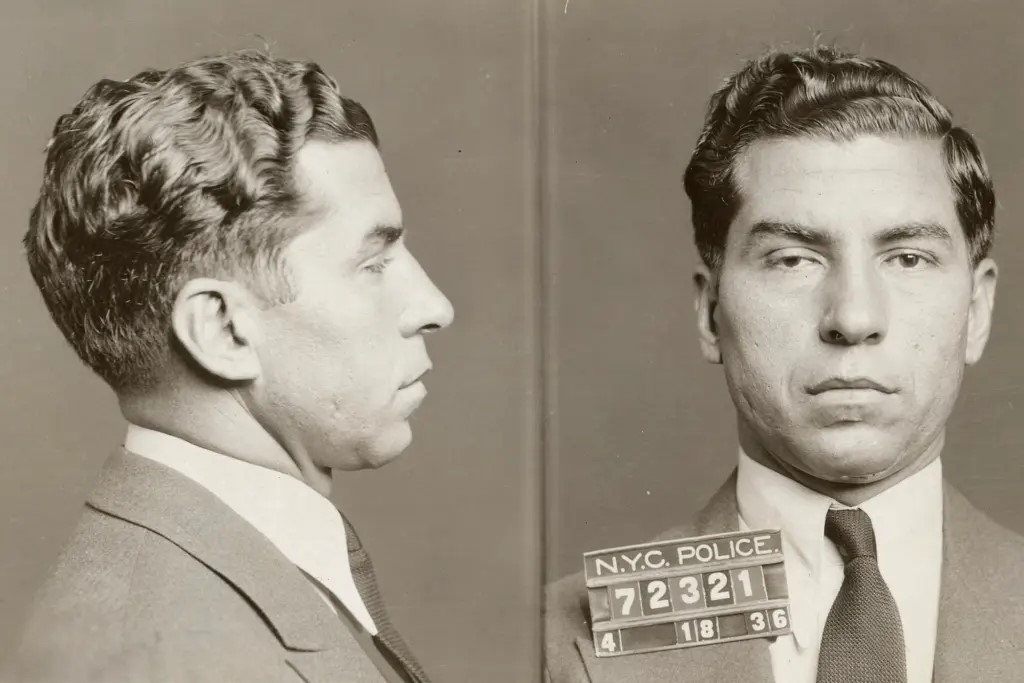
Foto policial de "Lucky" Luciano

Tras el asesinato de Maranzano, Luciano convocó una reunión en Chicago con varios capos donde propuso la formación de una Comisión que sirviera como órgano rector del crimen organizado. Diseñada para resolver todas las disputas y decidir qué familias controlaban qué territorios, la Comisión ha sido calificada como la mayor innovación de Luciano. Los objetivos de Luciano con la Comisión eran mantener discretamente su propio poder sobre todas las familias y evitar futuras guerras entre bandas. Los jefes aprobaron la idea de la Comisión.
La primera prueba de la Comisión llegó en 1935, cuando ordenaron a Dutch Schultz que abandonara sus planes de asesinar al fiscal especial Thomas E. Dewey. Luciano argumentó que el asesinato de Dewey precipitaría una represión masiva. Un enfurecido Schultz prometió matar a Dewey de todos modos y abandonó la reunión.
Anastasia, ahora líder de Murder, Inc., se acercó a Luciano con la información de que Schultz le había pedido que vigilara el edificio de apartamentos de Dewey en la Quinta Avenida. Al conocer la noticia, la Comisión celebró una discreta reunión para discutir el asunto. Tras seis horas de deliberaciones, la Comisión ordenó a Lepke Buchalter eliminar a Schultz. El 23 de octubre de 1935, antes de que pudiera matar a Dewey, Schultz fue tiroteado en una taberna de Newark, Nueva Jersey, y sucumbió a sus heridas al día siguiente.
El 13 de mayo de 1936 se inició el juicio por proxenetismo de Luciano Dewey procesó el caso que Eunice Carter había construido contra Luciano, acusándolo de formar parte de una red de prostitución masiva conocida como "la Combinación". Durante el juicio, Dewey desenmascaró a Luciano por mentir en el estrado de los testigos a través de interrogatorios directos y registros de llamadas telefónicas; Luciano tampoco tenía ninguna explicación de por qué sus declaraciones de impuestos federales sobre la renta afirmaban que sólo ganaba 22.000 dólares al año, mientras que obviamente era un hombre rico.
Por otra parte, el caso de Dewey contra Luciano por los cargos de prostitución que se le imputaban en la acusación se basaba en un terreno mucho más inestable: primero en el testimonio de Joe Bendix, que fue desacreditado por su propio testimonio y por el de otros, y más tarde en el testimonio de tres prostitutas, a las que Dewey recompensó pagándoles un viaje a Europa después del juicio o consiguiéndoles lucrativos contratos para películas y revistas. Posteriormente, los tres testigos se retractaron de su testimonio.
El 7 de junio de 1936, Luciano fue condenado por 62 cargos de prostitución obligatoria. El 18 de junio, fue condenado a entre treinta y cincuenta años en una prisión estatal, junto con David Betillo y otros.
Luciano continuó dirigiendo su familia criminal desde la cárcel, transmitiendo sus órdenes a través de Genovese, su jefe en funciones. Sin embargo, en 1937, Genovese huyó a Nápoles para evitar una inminente acusación por asesinato en Nueva York. Luciano nombró a Costello, su consigliere, nuevo jefe en funciones y supervisor de los intereses de Luciano.
Durante la Segunda Guerra Mundial, los agentes federales acudieron a Luciano en busca de ayuda para evitar el sabotaje enemigo en los muelles de Nueva York y otras actividades. Luciano accedió a ayudar, a cambio de un indulto del Estado de Nueva York, supeditado a la deportación de Luciano a Italia.
Tras el final de la guerra, el acuerdo con Luciano pasó a ser de dominio público. Para evitar más vergüenzas, el gobierno siguió adelante con sus planes de deportar a Luciano con la condición de que nunca regresara a EE. UU.. En 1946, Luciano fue sacado de la cárcel y deportado a Italia, donde murió en 1962.

### El primer ministro

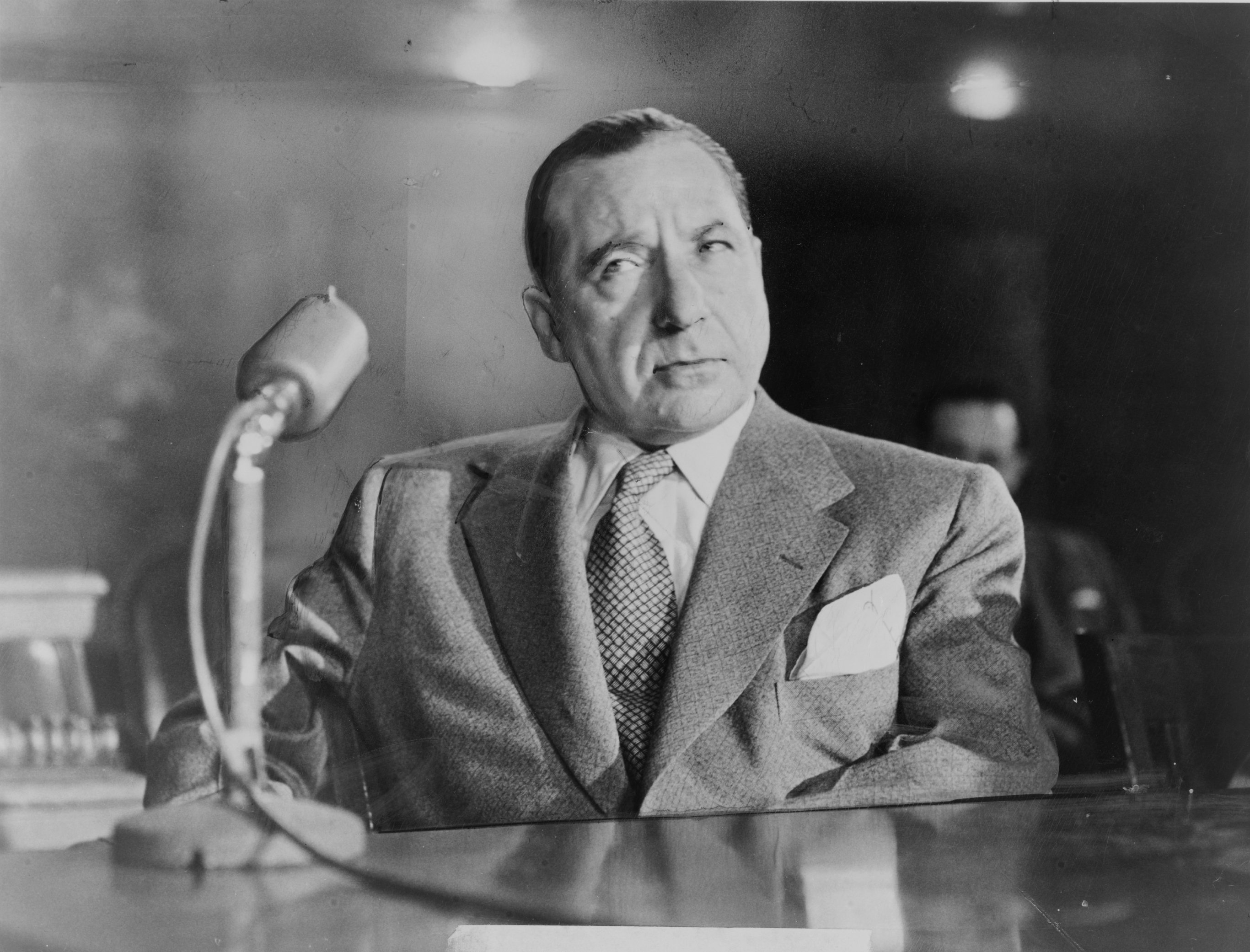
Frank Costello durante las audiencias Kefauver

De mayo de 1950 a mayo de 1951, el Senado de los Estados Unidos llevó a cabo una investigación a gran escala del crimen organizado, comúnmente conocida como las Audiencias Kefauver, presidida por el Senador. Estes Kefauver de Tennessee. Costello fue declarado culpable de desacato al Senado y condenado a dieciocho meses de prisión. Kefauver llegó a la conclusión de que el político neoyorquino Carmine DeSapio estaba ayudando en las actividades de Costello, y que éste había llegado a tener influencia en las decisiones tomadas por la maquinaria política de Tammany Hall. DeSapio admitió haberse reunido varias veces con Costello, pero insistió en que "nunca se habló de política".
En 1952, el gobierno federal inició los trámites para despojar a Costello de su ciudadanía estadounidense y fue acusado de evasión de 73.417 dólares en impuestos sobre la renta entre 1946 y 1949. Fue condenado a cinco años de prisión y a pagar una multa de 20.000 dólares. En 1954, Costello apeló la condena y fue puesto en libertad tras el pago de una fianza de 50.000 dólares; de 1952 a 1961, entró y salió de media docena de prisiones y cárceles federales y locales; su reclusión se vio interrumpida por períodos en los que estuvo en libertad bajo fianza a la espera de que se resolvieran sus apelaciones.

### El regreso de Genovese
Costello gobernó durante veinte pacíficos años, pero su tranquilo reinado terminó cuando Genovese fue extraditado de Italia a Nueva York. Durante su ausencia, Costello degradó a Genovese de subjefe a caporegime', dejandolo decidido a tomar el control de la familia. Poco después de su llegada a Estados Unidos, Genovese fue absuelto de la acusación de asesinato de 1936 que le había llevado al exilio. Libre de enredos legales, empezó a conspirar contra Costello con la ayuda del subjefe de la familia Mangano Carlo Gambino.
El 2 de mayo de 1957, el mafioso de la familia Luciano Vincent "el Barbilla" Gigante disparó a Costello en un costado de la cabeza cuando éste regresaba a su apartamento. Sin embargo, la puntería de Gigante fue errónea y Costello sobrevivió al ataque con una herida superficial. Costello afirmó que no pudo identificar a su atacante; Gigante fue absuelto más tarde cuando fue procesado por el tiroteo.
Meses después, Albert Anastasia, jefe de la familia Mangano y poderoso aliado de Costello, fue asesinado por pistoleros de Gambino en el Park Central Hotel de Manhattan. Con la muerte de Anastasia, Carlo Gambino se hizo con el control de la familia Mangano. Temiendo por su vida y aislado tras los tiroteos, Costello se retiró discretamente y cedió el control de la familia Luciano a Genovese.

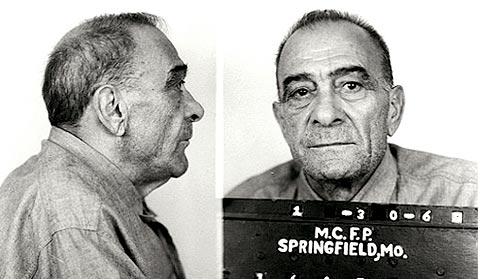
Foto policial de Vito Genovese

Tras hacerse con el control de lo que pasó a llamarse la familia criminal Genovese en 1957, Genovese decidió organizar una conferencia mafiosa para legitimar su nueva posición. Celebrada en la finca del mafioso Joseph "Joe el Barbero" Barbara en Apalachin, Nueva York, la reunión de Apalachin atrajo a más de 100 mafiosos de todo el país. Sin embargo, la policía local se topó con la reunión y rodeó rápidamente la finca. Cuando la reunión se disolvió, la policía detuvo un coche conducido por Russell Bufalino, entre cuyos pasajeros se encontraban Genovese y otros tres hombres, en un control de carretera cuando salían de la finca. Los líderes de la mafia estaban disgustados por la exposición pública y la mala publicidad de la reunión de Apalachin, y en general culparon a Genovese del fiasco. Todos los detenidos fueron multados con hasta 10.000 dólares cada uno y condenados a penas de prisión de entre tres y cinco años, pero todas las condenas fueron anuladas en apelación en 1960.
Receloso de que Genovese adquiriera más poder en la Comisión, Gambino utilizó la reunión de Apalachin como excusa para actuar contra su antiguo aliado. Gambino, Luciano, Costello y Lucchese supuestamente atrajeron a Genovese a un plan de narcotráfico que acabó con su acusación y condena por conspiración. En 1959, Genovese fue condenado a quince años de prisión por narcotráfico. Genovese, que era el jefe más poderoso de Nueva York, había sido eliminado efectivamente como rival por Gambino.

### Las audiencias Valachi
El soldado de la familia Genovese Joe Valachi fue condenado en 1959 por infracción en materia de estupefacientes a quince años de prisión. Las razones de Valachi para convertirse en informante del gobierno han sido objeto de debate. Valachi afirmó que testificaba como un servicio público y para desenmascarar a una poderosa organización criminal a la que había culpado de arruinar su vida, pero es posible que esperara la protección del gobierno como parte de un acuerdo de culpabilidad por el que fue condenado a cadena perpetua en lugar de la pena de muerte por un asesinato en 1962.
Mientras cumplía condena por tráfico de heroína, Valachi llegó a temer que Genovese, que también cumplía condena por el mismo cargo, hubiera ordenado su asesinato. El 22 de junio de 1962, utilizando un tubo abandonado cerca de unas obras, Valachi apaleó hasta la muerte a un preso al que había confundido con Joseph DiPalermo, un miembro de la Mafia que creía que había sido contratado para matarle. Después de un tiempo con los responsables del FBI, Valachi reveló que Genovese le había dado un beso en la mejilla, que el interpretó como un "beso de la muerte". Genovese había ofrecido una recompensa de 100.000 dólares por la muerte de Valachi.
Poco después, Valachi decidió cooperar con el Departamento de Justicia de Estados Unidos. En octubre de 1963, testificó ante el senador John L. McClellan de Arkansas en el Subcomité Permanente de Investigaciones del Comité de Operaciones Gubernamentales del Senado de Estados Unidos, conocidas como las audiencias Valachi, afirmando que la mafia italoestadounidense existía realmente, siendo la primera vez que un miembro reconocía su existencia en público. El testimonio de Valachi fue la primera gran violación de la omertà, rompiendo su juramento de sangre. Se le atribuye la popularización del término cosa nostra.
Aunque las revelaciones de Valachi nunca condujeron directamente al procesamiento de ningún líder de la Mafia, proporcionó muchos detalles de historia de la Mafia, operaciones y rituales; ayudó en la solución de varios asesinatos sin resolver; y nombró a muchos miembros y a las principales familias del crimen. El juicio dio a conocer al mundo el crimen organizado estadounidense gracias al testimonio televisado de Valachi.

### Los jefes de fachada y los paneles de gobierno
Después de que Genovese fuera enviado a prisión en 1959, los líderes de la familia establecieron en secreto un "Panel de Gobierno" para dirigir la familia en su ausencia. Este primer panel incluía al jefe en funciones Thomas "Tommy Ryan" Eboli, al subjefe Gerardo "Jerry" Catena, y al protegido de Catena Philip "Benny Squint" Lombardo. Tras la muerte de Genovese en 1969, Lombardo fue nombrado su sucesor.
Sin embargo, la familia nombró a una serie de "jefes de fachada" para que se hicieran pasar por el jefe oficial de la familia. El objetivo de estos engaños era proteger a Lombardo confundiendo a las fuerzas de seguridad sobre quién era el verdadero líder de la familia.
A finales de la década de 1960, Gambino prestó 4 millones de dólares a Eboli para una trama de drogas en un intento de hacerse con el control de la familia Genovese. Cuando Eboli no pagó su deuda, Gambino, con la aprobación de la Comisión, lo mandó asesinar en 1972.
Tras la muerte de Eboli, el capo Genovese y aliado de los Gambino Frank "Funzi" Tieri fue nombrado nuevo jefe de fachada. En realidad, la familia Genovese creó un nuevo panel de gobierno para dirigir la organización. Este segundo panel estaba formado por Catena, Lombardo y Michele "Big Mike" Miranda. En 1981, Tieri se convirtió en el primer jefe de la Mafia condenado en virtud de la nueva Ley RICO y murió en prisión ese mismo año.
Tras el encarcelamiento de Tieri, la familia reorganizó su cúpula. El capo de la facción de Manhattan, Anthony "Fat Tony" Salerno, se convirtió en el nuevo jefe. Lombardo, el jefe de facto de la familia, pronto se retiró y Gigante, el gatillero del fallido golpe a Costello, tomó el control real de la familia.
En 1985, el Fiscal General del Estado de Nueva York, Rudolph Giuliani, se propuso acabar con la Comisión de la Mafia mediante escuchas telefónicas, testigos colaboradores y cámaras de vigilancia. En 1985, Salerno fue declarado culpable en el Juicio de la Comisión de la Mafia y condenado a 100 años de prisión federal. En 1986, poco después de la condena de Salerno, su mano derecha durante mucho tiempo, Vincent "The Fish" Cafaro, se convirtió en informante y dijo al FBI que Salerno había sido el jefe de fachada de Gigante. Cafaro también reveló que la familia Genovese había mantenido esta treta desde 1969.
Tras el asesinato en 1980 del jefe de la Filadelfia Angelo "Gentle Don" Bruno, Gigante y Lombardo empezaron a manipular a las facciones rivales de la belicosa familia de Filadelfia. Finalmente dieron su apoyo al mafioso de Filadelfia Nicodemo "Little Nicky" Scarfo, quien a cambio dio permiso a los mafiosos Genovese para operar en Atlantic City en 1982.

### ElOddfather
Gigante construyó una vasta red de casas de apuestas, estafas, extorsión a empresas de basura, transporte, camiones y construcción que buscaban la paz laboral o contratos de los sindicatos de carpinteros, estibadores y obreros, incluidos los del Javits Center, así como sobornos de protección de los comerciantes del Fulton Fish Market. Gigante también tenía influencia en la Fiesta de San Jenaro de Little Italy, dirigiendo operaciones de juego ilegal, extorsionando a los vendedores y embolsándose miles de dólares donados a una iglesia del barrio, hasta que en 1995 las autoridades de Nueva York tomaron medidas enérgicas. Durante el mandato de Gigante como jefe de la familia Genovese, tras el encarcelamiento de John Gotti en 1992, Gigante llegó a ser conocido como el aparente capo di tutti capi, el "Jefe de todos los jefes", a pesar de que el cargo estaba abolido desde 1931 con el asesinato de Salvatore Maranzano.
Gigante era reclusivo y casi imposible de captar en escuchas telefónicass, hablando en voz baja, evitando el teléfono, e incluso a veces silbando en el receptor. Casi nunca dejaba su casa desocupada porque sabía que los agentes del FBI se colarían en ella y pondrían un micrófono. A los miembros de la familia Genovese no se les permitía mencionar el nombre de Gigante en conversaciones o llamadas telefónicas; cuando tenían que mencionarlo, los miembros se señalaban la barbilla o hacían la letra "C" con los dedos.
El 30 de mayo de 1990, Gigante fue acusado, junto con otros miembros de cuatro de las Cinco Familias, de conspirar para amañar licitaciones y extorsionar a contratistas en contratos multimillonarios con la Autoridad de la Vivienda de Nueva York para instalar ventanas. Gigante acudió a su comparecencia en pijama y albornoz, y debido a que su defensa afirmó que estaba mental y físicamente impedido, se sucedieron batallas legales durante siete años sobre su competencia para ser juzgado. En junio de 1993, Gigante fue acusado de nuevo, acusado de sancionar los asesinatos de seis mafiosos y conspirar para matar a otros tres, entre ellos Gotti.
En las audiencias de cordura de marzo de 1996, Sammy "The Bull" Gravano, antiguo subjefe de la familia Gambino, que se convirtió en testigo colaborador en 1991, y Alphonse "Little Al" D'Arco, antiguo jefe en funciones de la Familia Lucchese, testificó que Gigante estaba lúcido en las reuniones de alto nivel de la Mafia y que había dicho a otros mafiosos que su excéntrico comportamiento era un fingimiento. Los abogados de Gigante presentaron testimonios e informes de psiquiatras que afirmaban que, entre 1969 y 1995, Gigante había estado internado veintiocho veces en hospitales para el tratamiento de alucinaciones y que padecía "demencia enraizada en un daño cerebral orgánico".
En agosto de 1996, el juez Eugene Nickerson del Tribunal de Distrito de los Estados Unidos para el Distrito Este de Nueva York dictaminó que Gigante era mentalmente competente para ser juzgado; se declaró inocente y llevaba años en libertad bajo fianza de un millón de dólares. Gigante se sometió a una operación cardíaca en diciembre de 1996. El 25 de junio de 1997 comenzó el juicio de Gigante, al que asistió en silla de ruedas.
El 25 de julio, tras casi tres días de deliberaciones, el jurado condenó a Gigante por conspirar en complots para matar a otros mafiosos y por dirigir operaciones ilícitas como jefe de la familia Genovese, pero le absolvió de siete cargos de asesinato. Los fiscales declararon que el veredicto finalmente estableció que Gigante no era un enfermo mental como sus abogados y familiares habían mantenido durante mucho tiempo. El 18 de diciembre de 1997, Gigante fue condenado a doce años de prisión y multado con 1,25 millones de dólares por el juez Jack B. Weinstein, una sentencia indulgente debido a la "edad y fragilidad" de Gigante, quien declaró que Gigante había sido "finalmente juzgado en sus años de declive después de décadas de tiranía criminal viciosa".
Durante su estancia en prisión, Gigante mantuvo su papel de jefe de la familia Genovese, mientras que otros mafiosos se encargaban de dirigir las actividades cotidianas. Gigante transmitía órdenes a la familia a través de su hijo, Andrew, que le visitaba en prisión.
El 23 de enero de 2002, Gigante fue acusado junto a otros mafiosos, entre ellos Andrew, de obstrucción a la justicia por haber provocado un retraso de siete años en su anterior juicio fingiendo demencia. Varios días después, Andrew fue puesto en libertad bajo fianza de 2,5 millones de dólares. El 7 de abril de 2003, día en que comenzó el juicio, la fiscal Roslynn R. Mauskopf había planeado reproducir cintas que mostraban a Gigante "totalmente coherente, cuidadoso e inteligente", dirigiendo operaciones delictivas desde la cárcel, pero cuando Gigante se declaró culpable de obstrucción a la justicia, El juez I. Leo Glasser le condenó a tres años más de prisión. Mauskopf declaró: "Se acabó;... Vincent Gigante era un astuto farsante, y los que nos dedicamos a hacer cumplir la ley siempre supimos que se trataba de una farsa;... El acto duró décadas, pero hoy se ha acabado." El 25 de julio de 2003, Andrew Gigante fue condenado a dos años de prisión y a pagar una multa de 2,5 millones de dólares por chantaje y extorsión.
Gigante falleció el 19 de diciembre de 2005 en el Centro Médico para Prisioneros Federales de Springfield, Misuri. Su funeral y entierro se celebraron cuatro días después, el 23 de diciembre, en la iglesia de San Antonio de Padua de Greenwich Village, en gran parte en el anonimato.

### Después de la muerte de Gigante
Tras la muerte de Gigante, el liderazgo de la familia Genovese pasó a manos del capo Daniel "Danny el León" Leo, quien aparentemente dirigía las actividades diarias de la familia en 2006. Ese mismo año, Cirillo fue ascendido a consigliere entre rejas y Mangano salió de la cárcel. En 2008, se creía que la administración de la familia estaba completa de nuevo.
En marzo de ese año, Leo fue condenado a cinco años de prisión por usura y extorsión. El antiguo consigliere en funciones Lawrence "Little Larry" Dentico dirigía la Facción de Nueva Jersey de la familia hasta que fue condenado por crimen organizado en 2006; salió de prisión en 2009. En diciembre de 2008, Liborio Bellomo obtuvo la libertad condicional tras cumplir doce años de condena; el papel que desempeña en la jerarquía de los Genovese está abierto a la especulación, pero es probable que haya tenido un papel importante en la dirección de la familia desde que expiraron sus estrictas restricciones de la libertad condicional.
Un artículo publicado en marzo de 2009 en el New York Post afirmaba que Leo seguía actuando como jefe a pesar de su encarcelamiento. También estimaba que la familia Genovese está formada por unos 270 miembros "hechos".
La familia mantiene poder e influencia en Nueva York, Nueva Jersey, Atlantic City y Florida. Es reconocida como la familia mafiosa más poderosa de Estados Unidos, una distinción provocada por su continua devoción al secretismo. Según el FBI, muchos asociados de la familia Genovese no conocen los nombres de los líderes de la familia o incluso de otros asociados, lo que dificulta a los investigadores la recopilación de información sobre la situación actual de la familia.
En 2016, Eugene "Rooster" Onofrio, que se cree que es un capo activo en gran medida en Little Italy y Connecticut, fue acusado de dirigir una gran empresa multimillonaria que gestionaba oficinas de apuestas, estafaba a empresas médicas y traficaba con cigarrillos y armas. También se le acusaba de haber dirigido una operación de usura desde Florida hasta Massachusetts. Otros miembros de su reputada banda se declararon culpables de extorsión y otros delitos. Gerald Daniele, un socio, fue condenado a dos años de prisión en marzo de 2018. El 10 de abril de 2018, Ralph Santaniello, sospechoso de ser un capo en funciones de los Genovese, fue condenado a cinco años de prisión por extorsionar con 20.000 dólares a Craig Morel, propietario de una de las mayores empresas de remolque y chatarra de Massachusetts, incluso amenazándole de muerte y agrediéndole. Morel consiguió negociar el precio de la extorsión de 100.000 dólares a 20.000 dólares. Su socio Giovanni "Johnny" Calabrese fue condenado a 3 años de prisión.
En octubre de 2017, trece socios de Genovese y Gambino y soldados fueron condenados tras ser acusados a raíz de una operación del NYPD en diciembre de 2016. Bautizada como "Shark Bait", la investigación se centró en una red a gran escala de apuestas ilegales y préstamos usureros. Los fiscales afirmaron que el soldado genovés Salvatore DeMeo, de 76 años, estaba a cargo de la operación y había generado varios millones de dólares de la empresa. El soldado Alex Conigliaro fue condenado a cuatro meses de cárcel y cuatro meses de arresto domiciliario a finales de octubre de 2017, con una multa de 5.000 dólares, tras admitir que supervisó y financió una operación de apuestas ilegales y apuestas deportivas de 14.000 dólares semanales entre 2011 y 2014. Los socios de Genovese, Gennaro Geritano y Mario Leonardi, eran presuntos socios en la venta de cigarrillos no gravados en Nueva York, y se alega que vendieron más de 30.000 paquetes.

### Posición actual y liderazgo
Según el FBI, la familia Genovese no había tenido un jefe oficial desde la muerte de Gigante y el liderazgo estuvo en un estado de limbo durante algún tiempo. Las fuerzas del orden consideran a Leo el jefe en funciones, a Mangano el subjefe y a Cirillo el consigliere. La familia es conocida por colocar a altos capos en puestos de liderazgo para ayudar a la administración en las actividades cotidianas. En la actualidad, los capos Bellomo, Muscarella, Cirillo y Dentico ostentan la mayor influencia dentro de la familia y desempeñan papeles importantes en su administración. Las facciones de Manhattan y el Bronx, los poderes tradicionales de la familia, siguen ejerciendo ese control en la actualidad. Sin embargo, en 2016 el FBI considera que Liborio Bellomo es muy probablemente el jefe oficial de la familia Genovese.
El 10 de enero de 2018, cinco miembros y asociados, entre ellos el hijo de Gigante, Vincent Esposito, fueron detenidos y acusados de crimen organizado, conspiración y varios cargos por delitos relacionados por la policía de Nueva York y el FBI. Los cargos incluyen extorsión, conspiración de chantaje laboral, fraude y soborno. El socio de Genovese y funcionario de United Food and Commercial Workers con sede en Brooklyn, Frank Cognetta, también fue acusado. El funcionario y socio del sindicato Vincent D'Acunto Jr. también estuvo implicado y supuestamente actuó en nombre de Esposito para transmitir mensajes amenazantes y también para recaudar el dinero de la extorsión del sindicato, en concreto de Vincent Fyfe, presidente de un sindicato de licores de vino y destilerías de Brooklyn. Fyfe se vio obligado a pagar 10.000 dólares al año para conservar su puesto en el sindicato, de 300.000 dólares anuales, que obtuvo gracias a la influencia de la familia Genovese. Al parecer, la infiltración en el sindicato tuvo lugar durante al menos dieciséis años. Al parecer, Esposito extorsionó a otros funcionarios sindicales y a un agente de seguros. En su casa, durante un registro con orden judicial, las autoridades recuperaron una pistola no registrada, 3,8 millones de dólares en efectivo, puñales de latón y una lista manuscrita de miembros de la mafia estadounidense.
A Esposito se le concedió una fianza de casi 10 millones de dólares en abril de 2018, y se declaró inocente. En abril de 2019, Esposito se declaró culpable de conspirar para cometer delitos de crimen organizado con miembros y asociados de la familia Genovese. Fue condenado en julio de 2019 a dos años de prisión.
El 13 de agosto de 2020, una acusación imputó al soldado Christopher Chierchio junto con el socio de la familia Colombo Frangesco "Frankie" Russo (nieto del jefe de la familia Colombo, Andrew Russo), el abogado Jason "Jay" Kurland y el agente de valores Frank Smookler de conspiración, fraude electrónico y blanqueo de dinero. La acusación acusaba al "abogado de lotería" Kurland junto con Russo, Chierchio y Smookler de estafar 80 millones de dólares de los ganadores del premio gordo en un esquema ilegal de desvío de dinero de las inversiones de los ganadores del premio gordo.
El 26 de abril de 2022, se presentó una acusación en la que se acusaba a los capos Nicholas Calisi y Ralph Balsamo, a los soldados Michael Messina y John Campanella, y a los socios Michael Poli y Thomas Poli, de conspiración de crimen organizado relacionada con el juego ilegal y la extorsión. Balsamo fue arrestado previamente el 12 de abril, y Calisi fue detenido en Boca Ratón, Florida y presentado ante un juez magistrado de los Estados Unidos en el Distrito Sur de Florida. Según la acusación, los acusados operaban una empresa de crimen organizado desde al menos 2011. El 9 de febrero de 2023, se anunció que los seis acusados en el caso se habían declarado culpables de los cargos de crimen organizado.
El 3 de mayo de 2022, exactamente una semana después de las acusaciones de Calisi y Balsamo, se notificó otra acusación que acusaba al capo Anthony "Rom" Romanello, al soldado Joseph Celso y al actor de poca monta y socio de la familia Juan Bexheti de extorsión y obstrucción a la justicia. Romanello, que según las autoridades controla la banda de la familia en Queens, supervisó la extorsión e intimidación del propietario de un restaurante de Brooklyn, que fue llevada a cabo por Celso y Bexheti. Los tres se declararon inocentes y fueron puestos en libertad bajo fianza.
El 16 de agosto de 2022, el capo en funciones Carmelo "Carmine" Polito junto con el soldado de la familia Joseph Macario, los asociados de la familia Genovese Salvatore Rubino y Joseph Rutigliano, el capo de la familia Bonnano Anthony Pipitone, el soldado Bonanno Vito Pipitone, el asociado de Bonanno Agostino Gabriele y el detective de la policía del condado de Nassau Héctor Rosario fueron acusados y acusados de crimen organizado, blanqueo de dinero, apuestas ilegales, conspiración y obstrucción a la justicia. La familia Genovese y la familia Bonanno operaban conjuntamente varias operaciones de juego ilegal mientras utilizaban empresas tapadera en Queens y Long Island para blanquear los beneficios ilegales. La acusación reveló que a partir de mayo de 2012, las familias Genovese y Bonanno operaron conjuntamente una lucrativa operación de juego ilegal en Lynbrook, Nueva York, llamada Gran Caffe. Los miembros de la familia Genovese Carmelo Polito, Joseph Macario y los asociados Salvatore Rutigliano y Joseph Rubino fueron acusados de operar salones de juego ilegales en establecimientos llamados Sal's Shoe Repair, el Centro Calcio Italiano Club y un esquema de juego ilegal en línea.
El 30 de noviembre de 2022, los soldados de la familia Genovese Elio Albanese y Carmine Russo fueron acusados por su implicación en una trama que consistía en conseguir pastillas de oxicodona de un médico de Midtown Manhattan y hacer que sus socios vendieran la oxicodona en Staten Island.
El 18 de enero de 2023, el soldado de la familia Genovese Christopher "Jerry" Chierchio fue acusado junto con el capo de la familia Gambino Frank "Calypso" Camuso, el soldado Gambino Louis Astuto, el asociado de Gambino Robert "Rusty" Baselice y otros 19 acusados, incluidas 26 empresas, por un esquema de sobornos supuestamente operado por Baselice, el vicepresidente del Grupo Grimaldi, una firma que supuestamente recibió $ 4 . 2 millones de dólares de los contratistas. En 2019, Chierchio junto con Baselice robaron más de 300.000 dólares a un promotor, la acusación afirma que Baselice supuestamente utilizó su posición desde abril de 2013 hasta julio de 2021, para robar a los clientes promotores de su empresa proporcionando información privilegiada sobre las ofertas de los competidores a los subcontratistas, entre otros delitos.

## Liderazgo histórico

### Jefe (oficial y en funciones)
- c. 1890s-1909 - Giuseppe "the Clutch Hand" Morello - encarcelado
- 1909-1916 - Nicholas "Nick Morello" Terranova - asesinado el 7 de septiembre de 1916
- 1916-1920 - Vincenzo "Vincent" Terranova - dimitió como subjefe.
- 1920-1922 - Giuseppe "the Clutch Hand" Morello - dimitió convirtiéndose en subjefe de Masseria.
- 1922-1931 - Giuseppe "Joe el Jefe" Masseria - asesinado el 15 de abril de 1931
- 1931-1946 - Charles "Lucky" Luciano - encarcelado en 1936, deportado a Italia en 1946.
  - En funciones 1936-1937 - Vito Genovese - huyó a Italia en 1937 para evitar la acusación de asesinato
  - 1937-1946 - Frank "El Primer Ministro" Costello - se convirtió en jefe oficial tras la deportación de Luciano.
- 1946-1957 - Frank "El Primer Ministro" Costello - dimitió en 1957 después del intento de asesinato de  Genovese-Gigante[120][121]
- 1957-1969 - Vito "Don Vito" Genovese - encarcelado en 1959, murió en prisión en 1969.
  - En funciones 1959-1962 - Anthony "Tony Bender" Strollo - desaparecido en 1962
  - En funciones 1962-1965 - Thomas "Tommy Ryan" Eboli - se convirtió en jefe de fachada
  - En funciones 1965-1969 - Philip "Benny Squint" Lombardo - se convirtió en el jefe oficial
- 1969-1981 - Philip "Benny Squint" Lombardo[122] - jubilado en 1981, murió de causas naturales en 1987
- 1981-2005 - Vincent "Chin" Gigante[122] - encarcelado en 1997, murió en prisión el 19 de diciembre de 2005[123]
  - En funciones 1989-1996 - Liborio "Barney" Bellomo - encarcelado.
  - En funciones 1997-1998 - Dominick "Quiet Dom" Cirillo - sufrió un ataque al corazón y dimitió.
  - En funciones 1998-2005 - Matthew "Matty el Caballo" Ianniello - dimitió cuando fue acusado en julio de 2005.
  - En funciones 2005-2008 - Daniel "Danny el León" Leo[124] - encarcelado 2008-2013
- 2010-presente - Liborio "Barney" Bellomo

### Jefe de fachada
La posición de "jefe de fachada" fue creada por el jefe Philip Lombardo en un esfuerzo por desviar la atención de las fuerzas del orden de sí mismo. La familia mantuvo este engaño de "jefe de fachada" durante los siguientes 20 años. Incluso después de que el testigo del gobierno Vincent Cafaro sacara a la luz esta estafa en 1988, la familia Genovese seguía encontrando útil esta forma de dividir la autoridad. En 1992, la familia revivió el puesto de jefe de fachada bajo el título de "jefe de la calle". Esta persona servía como jefe diario de las operaciones de la familia bajo la dirección remota de Gigante.
- 1965-1972 - Thomas "Tommy Ryan" Eboli - asesinado en 1972[122]
- 1972-1974 - Carmine "Pequeño Eli" Zeccardi[122] - desaparecido (presuntamente asesinado) en 1977.
- 1975-1980 - Frank "Funzi" Tieri[122] - acusado bajo la Ley RICO y dimitió, murió en 1981
- 1981-1987 - Anthony "Fat Tony" Salerno[122] - encarcelado en 1987, murió en prisión en 1992
- 1992-1996 - Liborio "Barney" Bellomo - encarcelado de 1996 a 2008
- 1998-2001 - Frank Serpico[73][74] - en 2001 fue acusado,[125] en 2002 murió de cáncer[126]
- 2001-2002 - Ernest Muscarella - acusado en 2002[125]
- 2002-2006 - Arthur "Artie" Nigro - acusado en 2006
- 2010-2013 - Peter "Petey Red" DiChiara - dimitió
- 2013-2014 - Daniel "Danny" Pagano - acusado en agosto de 2014
- 2014-2015 - Peter "Petey Red" DiChiara - se convirtió en consigliere
- 2015-presente - Michael "Mickey" Ragusa[127]

### Subjefe (oficial y en funciones)
- 1903-1909 - Ignazio "El Lobo" Lupo - encarcelado
- 1910-1916 - Vincenzo "Vincent" Terranova - se convirtió en jefe
- 1916-1920 - Ciro "El Rey de la Alcachofa" Terranova - dimitió
- 1920-1922 - Vincenzo "Vincent" Terranova - asesinado el 8 de mayo de 1922
- 1922-1930 - Giuseppe "Peter el Manitas" Morello - asesinado el 15 de agosto de 1930
- 1930-1931 - Joseph Catania - asesinado el 3 de febrero de 1931[128]
- 1931 - Charles "Lucky" Luciano - se convirtió en jefe en abril de 1931.
- 1931-1936 - Vito Genovese - ascendido a jefe en funciones en 1936, huyó a Italia en 1937
  - Jefe en funciones 1936-1937 - Anthony "Tony Bender" Strollo - degradado
- 1937-1951 - Guarino "Willie" Moretti - asesinado en 1951
- 1951-1957 - Vito Genovese[129] - segunda vez como subjefe.
- 1957-1970 - Gerardo "Jerry" Catena - también jefe de la Facción de Nueva Jersey; encarcelado de 1970 a 1975[130]
- 1970-1972 - Thomas "Tommy Ryan" Eboli - también sirvió como jefe del frente, asesinado en 1972[122]
- 1972-1975 - Frank "Funzi" Tieri - también fue jefe del frente[122]
- 1975-1981 - Anthony "Fat Tony" Salerno[122] - ascendido a jefe en 1980
- 1981-1987 - Saverio "Sammy" Santora[122] - murió de causas naturales
- 1987-2017 - Venero "Benny Eggs" Mangano - encarcelado en 1993, liberado en diciembre de 2006, fallecido el 18 de agosto de 2017, por causas naturales.
  - En funciones 1990-1997 - Michael "Mickey Dimino" Generoso - encarcelado de 1997 a 1998.[131]
  - En funciones 1997-2003 - Joseph Zito
  - En funciones 2003-2005 - John "Johnny Sausage" Barbato - encarcelado de 2005 a 2008
- 2017-presente - Ernest "Ernie" Muscarella

### Consigliere (oficial y en funciones)
- 1931-1937 - Frank Costello - ascendido a jefe en funciones en 1937
- 1937-1957 - "Sandino" - figura misteriosa mencionada una vez por Valachi
- 1957-1972 - Michele "Mike" Miranda - retirado en 1972
- 1972-1975 - Anthony "Fat Tony" Salerno - promovido a subjefe en 1975[122]
- 1975-1978 - Antonio "Buckaloo" Ferro[122]
- 1978-1980 - Dominick "Fat Dom" Alongi[122][132]
- 1980-1981 - Vincent "Chin" Gigante - ascendido a jefe
- 1981-1990 - Louis "Bobby" Manna[122] - encarcelado en 1990
  - 1989–1990 - James "Little Guy" Ida - se convirtió en consigliere oficial
- 1990-1997 - James "Little Guy" Ida - encarcelado en 1997
- 1997-2009 - Lawrence "Little Larry" Dentico[131] - encarcelado de 2005 a 2009, retirado.
  - En funciones' 2005-2009 - Dominick "Quiet Dom" Cirillo - se convirtió en consigliere oficial.
- 2009-2015 - Dominick "Quiet Dom" Cirillo - se retiró.
- 2015-2018: Peter "Petey Red" DiChiara, fallecido el 2 de marzo de 2018.
- 2018-2022 - Anthony "Tough Tony" Federici - fallecido el 9 de noviembre de 2022[133]</ref>.

### Messaggero
Messaggero - El messaggero (mensajero) funciona como enlace entre las familias del crimen. El mensajero puede reducir la necesidad de sentadas, o reuniones, de la jerarquía de la mafia, y así limitar la exposición pública de los jefes.
- 1957-1969 - Michael "Mike" Genovese - hermano de Vito Genovese.[134][135]
- 1997-2002 - Andrew V. Gigante - hijo de Vincent Gigante, procesado en 2002.
- 2002-2005 - Mario Gigante[136][137]

### Capos administrativos
Si el jefe oficial muere, va a la cárcel o está incapacitado, la familia puede reunir un comité de capos para ayudar al jefe en funciones, al jefe callejero, al subjefe y al consigliere a dirigir la familia, y para desviar la atención de la aplicación de la ley.
- 1998 - (comité de dos hombres) - Lawrence "Larry Fab" Dentico y Frank "Punchy" Illiano[138]
- 1998-2001 - (comité de cuatro hombres) - Dominick "Quiet Dom" Cirillo, Lawrence "Little Larry" Dentico, John "Johnny Sausage" Barbato y Alan "Baldie" Longo - en 2001 Longo fue acusado
- 2001-2005 - (comité de cuatro hombres) - Dominick Cirillo, Lawrence Dentico, John Barbato y Anthony "Tico" Antico - en abril de 2005 los cuatro fueron acusados[139]
- 2005-2010 - (comité de tres hombres) - Tino "El Griego" Fiumara (fallecido en 2010)[140] los otros dos son desconocidos.